# Entente cordiale

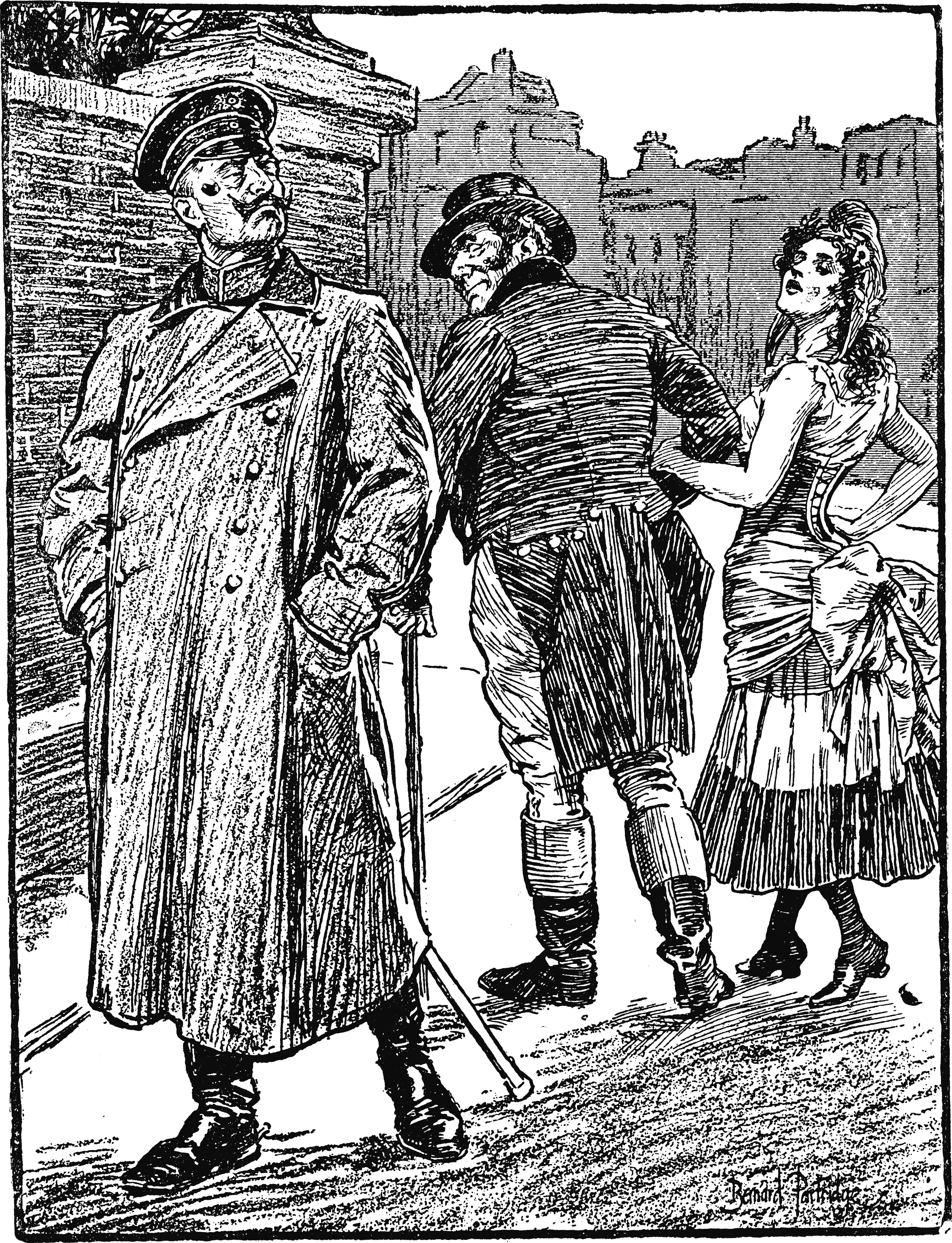
Entente Cordiale - Marianne och John Bull går tillsammans förbi en sur tysk med Vilhelm II:s omisskännliga drag.

Entente cordiale (ungefär "hjärtlig överenskommelse"), undertecknad den 8 april 1904, var en överenskommelse mellan Frankrike och Storbritannien. Den löste ett antal koloniala tvister och lade grunden till en diplomatisk förståelse för ländernas särintressen. Överenskommelsen fungerade även som en vänskapsförklaring mellan länderna riktad till omvärlden och avtalet kom så småningom att mynna ut i en allians mellan Storbritannien och Frankrike.

## Bakgrund
Bakgrunden till ententen kan dels spåras till det fransk-tyska kriget 1870-1871, dels Storbritanniens oro över en växande tysk militär. Frankrike hade intresse av att skydda sig från ett allt starkare Tyskland, särskilt dess armé, medan Storbritannien ville värna sin militära dominans till havs. Mellan 1891 och 1894 hade Frankrike dessutom slutit en rad överenskommelser och ingått en allians med Ryssland som garanterade att länderna skulle komma till varandras undsättning vid ett tyskt anfall mot någon av länderna. Lösningen av Fashodakonflikten 1898-99 mellan Storbritannien och Frankrike var också en starkt bidragande faktor till att överenskommelsen blev av.

## Innehåll
I överenskommelsen lovade Frankrike att inte utmana britternas kontroll över Egypten, samtidigt som Storbritannien erkände fransmännens rätt att åstadkomma politiska, ekonomiska eller militära förändringar i Marocko för att skydda sina intressen. Länderna lovade även varandra sitt diplomatiska stöd för att kunna genomföra det som hade avtalats om Egypten och Marocko. De avtalade dock inget om militärt stöd, varför överenskommelsen inte kan kallas en regelrätt allians.
Överenskommelsens styrka testades redan i mars 1905 när kejsare Vilhelm II landsteg i Marocko för att förklara sitt stöd till landets självständighet, något som utlöste den första Marockokrisen. Året därpå sammankallades Algeciras-konferensen som slog fast de franska intressena i Marocko, vilket kom att ses som ett nederlag för Tyskland.

## Konsekvenser
När brittiska imperiet och Ryssland 1907 kunde lösa sina konfliktfrågor genom den engelsk-ryska ententen uppstod Trippelententen, som en kombination av de bilaterala avtal och allianser som fanns mellan Frankrike och Ryssland (1894), samt Frankrike och Storbritannien (1904).